# Машинно-тракторний агрегат
МАШИННО-ТРАКТОРНІ АГРЕГАТИ (МТА) називаються машинні агрегати, енергетичною частиною яких є трактор. 

### Класифікація МТА
Вони можуть бути постійними і тимчасовими. 

Постійні МТА комплектуються на заводі-виготовлювачі та під час експлуатації не змінюються. До них належать, наприклад, бульдозери, тракторні навантажувачі та інші.
Тимчасові МТА комплектуються на підприємствах і господарствах, де виконуються різноманітні види робіт. Це коли трактор агрегатується із робочою машиною на час виконання даного виду робіт. Після цього трактор може агрегатуватися з іншою робочою машиною для виконання іншого виду робіт. 
Окрім цього, МТА діляться на прості та комплексні. 

Простий МТА містить однотипні робочі машини для виконання одного виду робіт. Наприклад, оранка, саджання та інші. 

Комплексний МТА складається із робочих машин різного призначення і виконує одночасно (за один прохід) декілька видів робіт. Наприклад, готування ґрунту і саджання або культивація і боронування та інші.
В залежності від виду виконуваної роботи розрізняють МТА на орні, посадкові, посівні та інші.